# Arcoppia cronus
Arcoppia cronus är en kvalsterart som först beskrevs av Arthur P. Jacot 1934.  Arcoppia cronus ingår i släktet Arcoppia och familjen Oppiidae.

## Underarter
Arten delas in i följande underarter:
- A. c. cronus
- A. c. papua
- A. c. winkleri